# Glaresis hispana
Glaresis hispana es una especie de coleóptero de la familia Glaresidae.

## Descripción
Coleóptero pequeño, de 3,5 a 4,5  mm de longitud, de color anaranjado a pardorrojizo. Cuerpo convexo, patas cortas y robustas. Pronoto subtrapezoidal, cubierto de tubérculos alargados y provistos de una seda corta y gruesa en su parte posterior que son poco densos en el disco.
Elitros poco ensanchados en su parte posterior, casi subparalelos, con estrías con puntos gruesos e interestrías provistas de ligeros tubérculos pequeños y alargados y una hilera longitudinal de sedas cortas.

## Distribución y hábitat
Especie endémica de la península ibérica (Granada (Depresión de Guadix-Baza), Almería (Desierto de Tabernas), Murcia, Castilla-La Mancha, Aragón, Cataluña y Valencia).
Registrada principalmente en hábitat de matorral en zonas áridas y semiáridas, aunque se han capturado en encinares y pinares de baja montaña, con fuerte xericidad y continentalidad, en la Sierra de Baza.
Calificada como con datos insuficientes en el Libro Rojo de los Invertebrados de Andalucía.